# Billy Wilder
Billy Wilder (egentlig Samuel Wilder) (født 22. juni 1906 i Sucha, Galicien i Østrig-Ungarn (nuværende Polen), død 27. marts 2002 i Los Angeles, Californien, USA) var en polsk-amerikansk filminstruktør. 
Han har vundet to Oscar for bedste instruktør med filmene Forspildte dage (1945) og Nøglen under måtten i 1960. Han har fået en stjerne på Hollywood Walk of Fame.

## Udvalgte film
- Hold Back the Dawn (1941)
- Kvinden uden samvittighed (1944)
- The Lost Weekend (Forspildte dage, 1945)
- Sunset Boulevard (1950)
- Stalag 17 (1953)
- Sabrina (1954)
- The Seven Year Itch (Den søde kløe, 1955)
- Love in the Afternoon (1957)
- Witness for the Prosecution (Anklagerens vidne), (1957)
- Some Like It Hot (Ingen er fuldkommen), (1959)
- The Apartment (Nøglen under måtten, 1960)